# 梅肯縣 (伊利諾伊州)
梅肯縣（英語：Macon County）是美國伊利諾伊州中部的一個縣。面積1,516平方公里。根据美國2000年人口普查，共有人口115,092人。縣治迪凱特（Decatur）。
成立於1829年1月19日，以代表北卡羅萊納州的眾議員、參議員的納瑟內爾·梅肯（Nathaniel Macon）命名。